# Екатериновское горнопромышленное общество

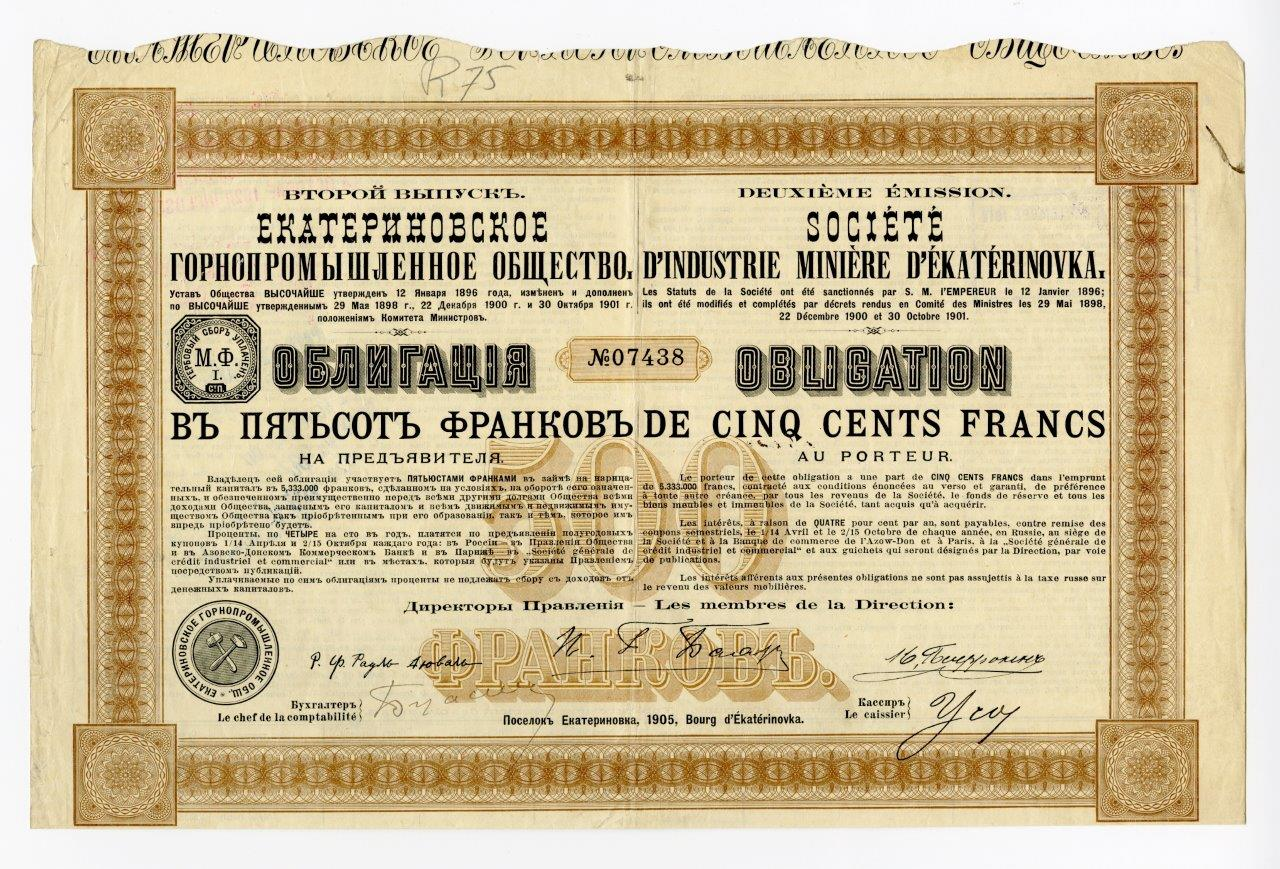
Облигация в пятьсот франков на предъявителя доходностью 4% годовых Екатериновского горнопромышленного общества. Пос. Екатериновка, 1905 г.

Екатериновское горнопромышленное общество было учреждено русским графом польского происхождения К.К. Браницким совместно с французскими гражданами А. Бурозом и Р. Дювалем в 1896 г. (устав Высочайше утвержден 12 января 1896 г., изменен и дополнен 29 мая 1898 г., 22 декабря 1900 г., 30 октября 1901 г.) в поселке Екатериновка Екатеринославской губернии(в 1921-2016 гг. г. Артемовск, с 2016 г. - Кипучее, Луганская обл., Украина). Основной капитал компании был сформирован из 30 000 акций по 500 франков (187,5 рублей) и 42 790 облигаций по 500 франков. Помимо шахт на ст. Криничная: Шмидт №1, Шмидт №2, Шмидт №3, Капитальная, Запад и Марков и Григорьевского рудника (территория современного г. Донецка), общество владело Рыковским рудником (в двух верстах западнее станции Мушкетово), который был приобретен в 1904 году у принадлежавшего бельгийцам Акционерного Общества Рыковских каменноугольных копей. 

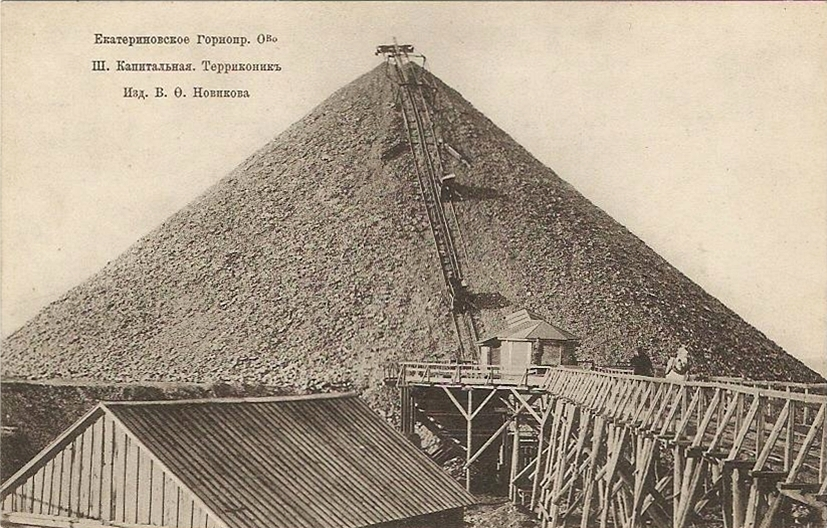
Терриконник шахты Капитальная Екатериновского горнопромышленного общества. Начало XX в.

Д. Г. Левицкий, выдающийся русский и советский учёный, горный инженер, заведующий первой в России Центральной спасательной станцией с 1904 г. трудился в Донбассе, где работал в том числе на Рыковском руднике в должности заведующего горными работами, а затем и всего рудника.
В 1910 году на предприятиях Екатериновского горнопромышленного общества было зарегистрировано рабочих - 3382 человека, служащих - 81 человек, инженеров - 4, врачей - 2, штейгеров (заведующих рудничными работами) - 7. Добывающая способность рудников составляла  25 млн. пудов.
Екатериновское горнопромышленное общество интересовала, прежде всего, прибыль любой ценой. Что в итоге и стало причиной грандиозной катастрофы (взрыва метана) на шахте № 4 бис 18 июня 1908 года. По результатам трагедии Екатериновское общество было вынуждено провести реконструкцию вентиляции шахтного поля, открыть горноспасательную станцию, и запланировало строительство еще двух шахт. В 1914 году, дальше на восток по оси нынешнего проспекта Павших коммунаров г. Донецка открывается шахта № 7-8, а чуть позже, в непосредственной близости от шахты № 4-4бис, заработала с 1915 года шахта № 5-6. Между двумя новыми шахтами руководство рудников построило рабочий поселок, известный теперь в народе как Шанхай. 
Подробно устройство рудников Екатериновского общества при станции Криничная описано в справочнике "По Екатерининской железной дороге. Выпуск второй". 1913 г.:
Пласты с крутым падением разрабатываются посредством шахт: Капитальная (130 саж.), Запад (40 саж.), Марков (40 саж., вентиляционная). Разработка пластов потолкоуступная, с закладкой выработанного пространства бутом. Добывная способность шахты Капитальная - до 100.000 пудов. Уголь принадлежит к разряду коксовых, полужирных. От шахты "Капитальная" к станции Криничная устроен подъездной путь. Так же шахта соединяется рельсовым путем с коксовальными печами и группою шахт Шмидт.
С приходом советской власти шахта Капитальная вступила в трест «Советскуголь». В настоящее время шахта закрыта, подъездные пути разобраны, работает только водоотлив.